# Договор за присъединяване на България и Румъния към ЕС
Договорът за присъединяване на България и Румъния към ЕС е договор между Европейския съюз, от една страна, и България и Румъния, от друга страна, за присъединяването на тези две страни към ЕС. В същото време той променя няколко клаузи, първоначално съгласувани от Договора от Ница.

## История
На 13 април 2005 г. Европейският парламент одобрява подписването на присъединителните договори за България и Румъния, дефакто потвърждавайки присъединяването им към ЕС. Парламентът гласува за присъединяването на Румъния с 479 „за“, 93 „против“ и 71 „въздържали се“. България получава малко по-позитивен вот с 522 „за“, 70 „против“ и 69 „въздържали се“.
Договорът е подписан на 25 април 2005 г. в Люксембург. Той е ратифициран от всички страни-членки на Европейския съюз и влиза в сила на 1 януари 2007.
Европейският съюз е наднационална организация, чиито принципи и институции са дефинирани чрез приемането през годините на редица последователни международни договори, поради което има множество препокриващи се правни структури.
Договорът за присъединяване от 2005 променя:
- Договора от Рим (учредяващ Европейската общност),
- Договора за създаване на Евратом
- Маастрихтския договор (учредяващ Европейския съюз),

както и други договори, образуващи сегашната правна рамка на ЕС.
Пълното име на Договора за присъединяване от 2005 е:
| „ | Договор между Кралство Белгия, Чешката република, Кралство Дания, Федерална република Германия, Република Естония, Република Гърция, Кралство Испания, Френската република, Ирландия, Италианската република, Република Кипър, Република Латвия, Република Литва, Великото херцогство, Република Унгария, Република Малта, Кралство Нидерландия, Република Австрия, Република Полша, Португалската република, Република Словения, Словашката република, Република Финландия, Кралство Швеция, Обединеното кралство Великобритания и Северна Ирландия (държави членки на Европейския съюз) и Република България и Румъния, за присъединяването на Република България и Румъния към Европейския съюз | “ |

.

## Ратифициране на договора
| Парламент            | Дата                                                                                         | Резултат | Депозиран при италианското правителство |
| -------------------- | -------------------------------------------------------------------------------------------- | --- | --------------------------------------- |
| Европейски парламент | 13 април 2005                                                                                | Румъния: 497 за, 93 против, 71 въздържал се. България: 522 за, 70 против, 69 въздържал се. | n/a                                     |
| България             | 11 май 2005                                                                                  | 231 за, 1 против, 2 въздържал се. | 27 май 2005                             |
| Румъния              | 17 май 2005                                                                                  | 434 за, 0 против, 0 въздържал се. | 27 май 2005                             |
| Словакия             | 21 юни 2005                                                                                  | 102 за, 0 против, 2 въздържал се. | 28 септември 2005                       |
| Унгария              | 26 септември 2005                                                                            | 257 за, 6 против, 1 въздържал се. | 26 октомври 2005                        |
| Словения             | 29 септември 2005                                                                            | 64 за, 0 против, 0 въздържал се. | 30 март 2006                            |
| Кипър                | 27 октомври 2005                                                                             | 59 за, 0 против, 0 въздържал се. | 26 януари 2006                          |
| Гърция               | 2 ноември 2005                                                                               | 288 за, 12 против, ?? въздържал се. | 24 февруари 2006                        |
| Естония              | 16 ноември 2005                                                                              | 69 за, 0 против, 0 въздържал се. | 6 февруари 2006                         |
| Чехия                | 15 септември 2005 6 декември 2005                                                            | Сенат: 79 за, 0 против, 2 въздържал се. Камара на представителите: 155 за, 0 против, ?? въздържал се. | 3 март 2006                             |
| Испания              | 24 ноември 2005 14 декември 2005                                                             | Сенат: 303 за, 1 против, 0 въздържал се. Камара на представителите: 247 за, 1 против, ?? въздържал се. | 21 юни 2006                             |
| Италия               | 24 ноември 2005 22 декември 2005                                                             | Сенат: 313 за, 2 против, ?? въздържал се. Камара на представителите: 415 за, 3 против, 4 въздържал се. | 21 март 2006                            |
| Малта                | 24 януари 2006                                                                               | 65 за, 0 против, 0 въздържал се. | 22 февруари 2006                        |
| Латвия               | 26 януари 2006                                                                               | 79 за, 0 против, 5 въздържал се. | 5 май 2006                              |
| Великобритания       | 24 ноември 2005 7 февруари 2006                                                              | Камара на общините: ?? за, ?? против, ?? въздържал се. Камара на лордовете: ?? за, ?? против, ?? въздържал се. | 5 април 2006                            |
| Португалия           | 8 март 2006                                                                                  | 216 за, 0 против, 14 въздържал се. | 2 октомври 2006                         |
| Полша                | 10 март 2006 30 март 2006                                                                    | Сейм: 426 за, 1 против, 1 въздържал се. Сенат: 71 за, 0 против, 0 въздържал се. | 3 октомври 2006                         |
| Литва                | 30 март 2006                                                                                 | 85 за, 1 против, 3 въздържал се. | 27 юни 2006                             |
| Швеция               | 9 май 2006                                                                                   | ?? за, 0 против, ?? въздържал се. | 9 юни 2006                              |
| Австрия              | 26 април 2005 1 май 2006                                                                     | Национален съвет: ?? за, 2 против, ?? въздържал се. Федерален съвет: ?? за, 1 против, ?? въздържал се. | 26 юни 2006                             |
| Нидерландия          | 7 февруари 2006 13 юни 2006                                                                  | Камара на представителите: 95 за, 54 против, ?? въздържал се. Сенат: 70 за, 4 против, ?? въздържал се. | 31 август 2006                          |
| Финландия            | 19 юни 2006                                                                                  | 200 за, 0 против, 0 въздържал се. | 2 август 2006                           |
| Ирландия             | 13 юни 2006 21 юни 2006                                                                      | Долна камара: ?? за, 0 против, ?? въздържал се. Горна камара: ?? за, 0 против, ?? въздържал се. | 16 октомври 2006                        |
| Люксембург           | 29 юни 2006                                                                                  | 60 за, 0 против, 0 въздържал се. | 10 октомври 2006                        |
| Белгия               | 30 март 2006 20 април 2006 12 май 2006 27 юни 2006 12 юли 2006 19 юли 2006 19 септември 2006 | Сенат: 52 за, 8 против, ?? въздържал се. Камара на представителите: 115 за, 14 против, 1 въздържал се. Брюкселски парламент: 77 за, 6 против, ?? въздържал се. Парламент на френската общност: 57 за, 0 против, 3 въздържал се. Фламандски парламент: 79 за, 29 против, 0 въздържал се. Валонски парламент: 61 за, 14 против, 1 въздържал се. Парламент на немската общност: 25 за, 0 против, ?? въздържал се. | 19 октомври 2006                        |
| Франция              | 27 юни 2006 3 октомври 2006                                                                  | Народно събрание: 514 за, 0 против, 0 въздържал се. Сенат: 307 за, 0 против, 2 въздържал се. | 6 декември 2006                         |
| Дания                | 21 ноември 2006                                                                              | Датски парламент: 97 за, 2 против, 15 въздържал се. | 5 декември 2006                         |
| Германия             | 26 октомври 2006 24 ноември 2006                                                             | Бундестаг: 529 за, 12 против, 10 въздържал се. Бундесрат: 69 за, 0 против, 0 въздържал се. | 20 декември 2006                        |